# Keresztaljtelep
Keresztaljtelep (románul: Borșa-Crestaia) elnéptelenedett falu Romániában, Erdélyben, Kolozs megyében. Közigazgatásilag Kolozsborsa községhez tartozik; Kolozsborsától 3,5 kilométerre található.
1621-tól kezdve határnévként említették Keresztay, Kerestally, Keresztaj formában. 1910-ben már Keresztaljtelep néven ismert. 1913-ban 116-an lakták, ebből 110 görögkatolikus, 6 református. 1977-ben 54 fő lakta, 1992-ben már csak 2, a 2002-es népszámláláskor már nem jegyeztek fel lakost.